# رودولف فايغل
رودولف فايغل (بالألمانية: Rudolf Stefan Jan Weigl) هو عالم أحياء بولوني عاش في الفترة ما بين سنتي 1883 و1957. ولد فايغل في بوهيميا التي كانت تابعة إلى الإمبراطورية النمساوية المجرية، ولكن أهله هاجروا بعد وفاة والده إلى بولونيا.
أنقذ رودولف فايغل حياة الكثيرين أثناء الحرب العالمية الثانية، ويعود إليه الفضل في تطوير لقاح ضد الحمى النمشية (مرض التيفوس).
رشح اسم فايغل لنيل جائزة نوبل في الطب أكثر من مرة.